# Цыганкова, Ольга Григорьевна
Ольга Григорьевна Цыганкова (1926 — ?) — дежурная по станции Одесса-Сортировочная Одесско-Кишинёвской железной дороги, Герой Социалистического Труда (04.05.1971)
Родилась 17 марта 1926 в селе Александровка Коминтерновского района Одесской области.
С 1945 года санитарка в городской больнице.
С 1 августа 1947 работала стрелочником на станции Одесса-Сортировочная.
С 30 марта 1954 по 31 марта 1991 года — дежурная по станции Одесса-Сортировочная.
В 1971 году присвоено звание «Герой Социалистического Труда».
Награждена знаком «Почетный железнодорожник» (1977).